# Ouro Preto
Ouro Preto är en kommun och före detta kolonial guldstad i bergen Serra do Espinhaço i delstaten Minas Gerais i östra Brasilien. Staden blev 1980 Brasiliens första världsarv. Kommunen har cirka 70 000 invånare, varav cirka 40 000 bor i själva centralorten.

## Historia
Staden grundades i slutet av 1600-talet under namnet Vila Rica do Ouro Preto (Byn rik på svart guld) och var centrum för guldruschen i Brasilien under 1700-talet. Den koloniala arkitekturen är helt bevarad med få tecken på ett modernt stadsliv. Kyrkorna är dekorerade med guld och barockskulptören Aleijadinhos arbeten vilket gör Ouro Preto till ett populärt turistmål.
Vila Rica blev 1789 startpunkten för ett misslyckat försök att bryta sig loss från Portugal och bilda republiken Brasilien. Ouro Preto var huvudstad i delstaten Minas Gerais från 1822 och fram till 1897 då delstatsregeringen flyttade till den nyanlagda staden Belo Horizonte.

## Administrativ indelning
Kommunen var år 2010 indelad i tretton distrikt:
- Amarantina
- Antônio Pereira
- Cachoeira do Campo
- Engenheiro Correia
- Glaura
- Lavras Novas
- Miguel Burnier
- Ouro Preto
- Rodrigo Silva
- Santa Rita de Ouro Preto
- Santo Antônio do Leite
- Santo Antônio do Salto
- São Bartolomeu

## Befolkningsutveckling
| Område              | Areal (km²)   | Invånarantal 1 augusti 2000 | Invånarantal 1 augusti 2010 | Invånarantal 1 juli 2014 |
| ------------------- | ------------- | --------------------------- | --------------------------- | ------------------------ |
| Kommun              | 1 245,87      | 66 277                      | 70 281                      | 73 700                   |
| Urban befolkning    | Ingen uppgift | 56 292                      | 61 120                      | Ingen uppgift            |
| ...varav centralort | Ingen uppgift | 38 301                      | 40 214                      | Ingen uppgift            |